# Ratko Tomljanović
Ratko Tomljanović (12. rujna 1966.) je bivši hrvatski rukometaš. 
Sa RK Zagrebom je sezone 1994./95. igrao završnicu Lige prvaka, u kojem je nakon dviju utakmica bila bolja španjolska Elgorriaga Bidasoa. 1998./99. također je igrao završnicu Lige prvaka, u kojoj je u dvjema utakmicama bolja bila španjolska Barcelona.
Nastupao je za Hrvatsku rukometnu reprezentaciju. Na Mediteranskom igrama 1993. u Francuskoj osvojio je zlato, a na europskom prvenstvu u Portugalu iduće godine broncu.
Otac je tenisačice Ajle Tomljanović.